# Quill (satélite)
Quill foi a designação de um satélite de reconhecimento experimental do National Reconnaissance Office (NRO) dos Estados Unidos da década de 1960, que levou o primeiro radar de abertura sintética (SAR) para produzir imagens da superfície da Terra à partir do Espaço.